# Chyromya femorellum
Chyromya femorellum är en tvåvingeart som först beskrevs av Carl Fredrik Fallén 1820.  Chyromya femorellum ingår i släktet Chyromya, och familjen gulflugor. Arten är reproducerande i Sverige.